# Diskriminatorausgang
In einem Empfänger für frequenzmodulierte Signale (FM) wird das FM-modulierte Signal in dem Diskriminator demoduliert, d. h. in das ursprüngliche niederfrequente Signal umgewandelt. Bei Audio-Empfängern wird dieses Signal dann noch verstärkt, so dass es am Lautsprecherausgang mit entsprechender Leistung zur Verfügung steht. Bei dieser Verstärkung kommt es meist zu Verzerrungen (Hochpässe, Tiefpässe, Deemphasis, Phasenverzerrungen) des Signals, die keinen Einfluss auf die Tonqualität haben, die jedoch die  Verwendung der Signale durch ein digitales Modem erschweren.
Soll mit einem Audioempfänger das Signal für eine digitale Datenübertragung empfangen werden, so muss das entsprechende Modem ohne weitere Verstärkung direkt am Demodulatorausgang (Diskriminatorausgang) angeschlossen werden. Moderne Amateurfunk-Geräte oder Funkscanner besitzen zusätzlich zum Audio-Ausgang einen Ausgang zum Anschluss digitaler Modems (Data-Ausgang).
Der Signalpegel am Diskriminatorausgang liegt meist bei 0,1 bis 0,5 Volt (eff).